# Parco nazionale dell'alta Campine
Il parco nazionale dell'alta Campine (in olandese Nationaal Park Hoge Kempen; in francese: parc national de la Haute Campine) è il primo e unico parco nazionale del Belgio.

## Geografia
Il parco è situato nelle Fiandre, nella parte orientale della provincia del Limburgo, tra Genk e la valle del fiume Mosa. Esso comprende le terre alte che costituiscono lo spartiacque tra la Mosa e le terre basse del bacino idrografico del fiume Demer che copre la maggior parte del Limburgo belga.

## Storia
Il parco nazionale è stato aperto nel marzo 2006 e si estende per quasi 60 km², formando parte della rete Natura 2000. L'area è costituita principalmente da landa e foresta di pini.
Nel maggio 2011 il "paesaggio di transizione rurale-industriale dell'Alta Campine", in cui è inserito anche il parco nazionale, è stato incluso nelle Candidature alla lista dei patrimoni dell'umanità dell'UNESCO.